# Vescomtat de Rocabertí
Els vescomtat de Rocabertí, antigament anomenat vescomtat de Peralada o de Quermançó, és un títol nobiliari català. El seu origen és una antiga jurisdicció feudal, que primerament va formar part del comtat d'Empúries, i va anar lligada al llinatge dels Rocabertí, centrada en el castell de Rocabertí, situat a la Jonquera, i que s'estenia per la serra de l'Albera, a les poblacions de Cantallops, les Escaules, Campmany, Morellàs i Bellaguarda de Capcir.
L'actual titular és Pere de Montaner i Cerdà.

## Història

### De Peralada a Rocabertí
El vescomtat de Peralada, també anomenat de Quermançó, formava part de l'antic comtat d'Empúries-Peralada, i comprenia l'antic pagus entorn aquesta vila. El primer vescomte documentat és Bonfill, al segle x. El 1078, la vila de Peralada va ser llegada per Ponç I d'Empúries al seu segon fill Berenguer, en condomini amb el seu germà Hug II d'Empúries, però els dos fills van acabar dividint-se el territori i governant-lo separadament. Els successors de Berenguer no van emprar regularment el títol de vescomtes de Peralada sinó el de vescomtes de Quermançó, deixant per a la vila de Peralada el títol de senyoria.
La denominació de Rocabertí va imposar-se més tard, quan el procés de senyorialització va fer que les antigues famílies de funcionaris vescomtals comencessin a apropiar-se dels territoris que tenien encomanats i a fer-los hereditaris. Els Rocabertí governarien sobre l'antic vescomtat de la fi del segle X ençà, exceptat a la senyoria de Peralada, la qual no obtindrien fins anys després, amb Dalmau IV (1166-1181), que la va heretar, almenys la major part de la senyoria, de la seva esposa Ermessenda de Navata i que va acabar convertint-se en la capital del vescomtat. D'encetar el seu govern al vescomtat ençà, van començar a anomenar-lo, encara que no de forma definitiva al començament, vescomtat de Rocabertí, sent Dalmau I el primer a emprar aquesta denominació vers l'any 971.
Els dominis dels Rocabertí, però, aviat es van escampar per terres de l'antic comtat de Besalú, a partir de 1111 controlat pel comte de Barcelona. La relació dels vescomtes de Rocabertí amb els comtes d'Empúries i els de Barcelona fou ambivalent fins ben entrat el segle xiii, durant el qual el poder reial es va afermar a l'Alt Empordà, i els Rocabertí van optar per aproximar-se a la corona, que van servir en diverses i importants ocasions.

### Comtes de Peralada
El 1599 Felip III va atorgar als vescomtes el nou títol de comte de Peralada, que a partir d'aleshores seria el principal de la nissaga. La línia masculina dels Rocabertí es va extingir l'any 1672, amb la mort de Martí Jofre I de Rocabertí, al qual el va succeir la vescomtessa Elisenda, casada amb el comte d'Albatera, de cognom Rocafull; el fill del matrimoni, Guillem de Rocafull i de Rocabertí va decidir donar preferència al segon cognom, per correspondre a un llinatge més antic i prestigiós, i va obtenir la grandesa d'Espanya per al títol de comte de Peralada (1703), però va morir sense descendents el 1728. Llavors el títol va passar als Boixadors, comtes de Savallà, que també adoptaren el cognom Rocabertí, fins a 1862, quan, extingida la línia masculina, va passar a casa de Dameto, marquesos de Bellpuig, que van cognomenar-se Rocabertí de Dameto. El títol va canviar de família després més ràpidament, i el 1899 va passar als Sureda, marquesos de Vivot i descendents d'una branca dels Boixadors, el 1912 als Fortuny i el 1973 als Montaner, que en són els actuals titulars.

## Llista dels vescomtes de Rocabertí
Llista dels vescomtes de Rocabertí:
Primer llinatge:
- Dalmau I de Rocabertí (a. 971-d. 985) vescomte de Peralada i vescomte de Rocabertí (?)
- Dalmau II de Rocabertí (d. 985-d. 1017) vescomte de Peralada
- Guillem I de Rocabertí (d. 1017-d.1058) = Bonadona
- Ramon Guillem I de Rocabertí (d. 1058-vers 1090) vescomte de Peralada, vescomte de Verges i vescomte de Rocabertí
- Arsenda de Rocabertí (vers 1090-vers 1110) = Berenguer d'Empúries o Berenguer Renard de Quermançó

Segon llinatge:
- Dalmau (III) de Rocabertí [o de Quermançó] (vers 1110-a. 1131) [vescomte de Peralada] i vescomte de Rocabertí, fill de Berenguer d'Empúries i d'Arsenda [de Rocabertí]
- Berenguer Renard de Peralada (a. 1131-a. 1132)
- Gausbert de Peralada (a. 1132-vers el 1138)
- Jofre (I) de Rocabertí (vers el 1138-1166)
- Dalmau (IV) de Rocabertí (1166-1181)
- Jofre (II) de Rocabertí (1181-1212)

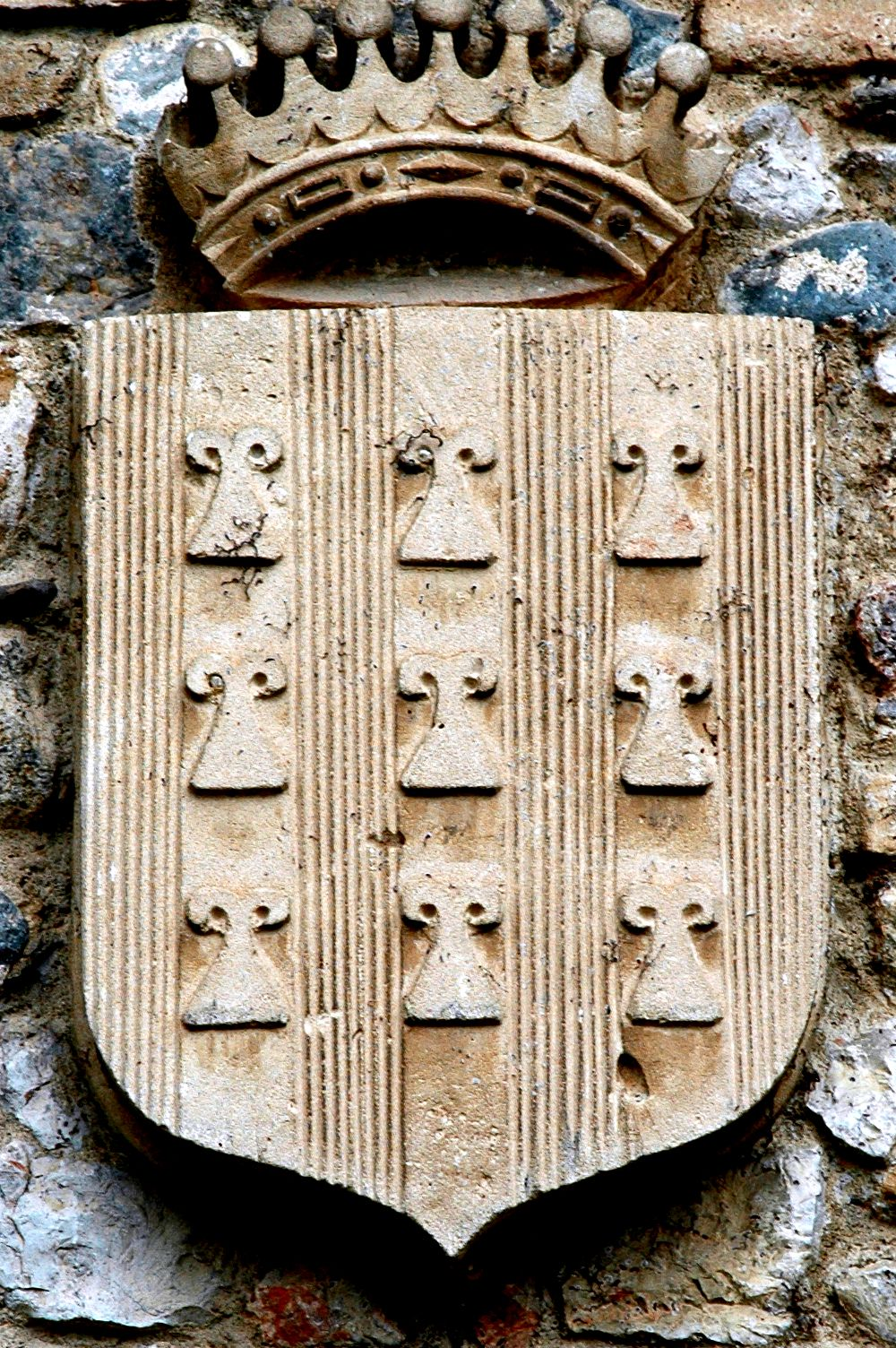
Escut dels Rocabertí al castell de Peralada, ja amb la corona comtal

- Dalmau (V) de Rocabertí (1212-1229)
- Hug Jofre (I) de Rocabertí (1229-1250) [regent]
- Jofre (III) de Rocabertí (1229/1250-1282)
- Dalmau (VI) de Rocabertí i de Palau (1282-1304)
- Jofre (IV) de Rocabertí i Desfar (1304-1309)
- Dalmau (VII) de Rocabertí i d'Urgell (1309-1324)
- Jofre (V) de Rocabertí i de Serrallonga (1324-1342)
- Felip Dalmau (I) de Rocabertí i de Montcada (1342-1392)
- Jofre (VI) de Rocabertí i de Fenollet (1392-1403)
- Dalmau (VIII) de Rocabertí i Ferrandis d'Híxar (1403-1454)
- Jofre (VII) de Rocabertí i de Montcada (1454-1479)
- Felip Dalmau (II) de Rocabertí i de Castre-Pinós (1479-1512)
- Martí Onofre (I) de Rocabertí i de Rocabertí (1512-1567)
- Francesc Dalmau I de Rocabertí i de Sarriera (1567-1592)
- Francesc Jofre I de Rocabertí i de Pacs (1592-1634) comte de Peralada el 1599
- Francesc Dalmau II de Rocabertí i de Safortesa (1634-1644)
- Ramon Dalmau I de Rocabertí i de Safortesa (1644-1663) marquès d'Anglesola el 1645
- Martí Jofre I de Rocabertí i de Safortesa (1663-1671)
- Elisenda I de Rocabertí i de Safortesa (1671-d 1672) = Ramon de Rocafull-Puixmarín, comte d'Albatera

Rocabertí-Rocafull:
- Guillem Manuel I de Rocabertí, òlim de Rocafull-Puixmarín i de Rocabertí (d. 1672-1728) gran d'Espanya el 1703

Rocabertí-Boixadors:
- Joan Antoni de Boixadors Pacs i de Pinós (1728-1745) comte de Savallà
- Bernat Antoni de Boixadors i Sureda de Sant Martí (1745-1755)
- Ferran Basili I de Rocabertí-Boixadors i Chaves (1755-1805)
- Joana I de Rocabertí-Boixadors i Cotoner (1805-1862) = Antoni Maria Dameto i Crespí de Valldaura, marquès de Bellpuig

Rocabertí-Boixadors-Dameto:
- Francesc Xavier de Rocabertí-Boixadors Dameto i de Boixadors (1863-1875)
- Tomàs de Rocabertí-Boixadors Dameto i de Verí (1875-1898)
- Joana (II) Adelaida de Rocabertí-Boixadors Dameto i de Verí (1898-1899) = Ramon Despuig i Fortuny, comte de Montenegro i de Montoro

Sureda:
- Joan Miquel de Sureda i de Verí (1899-1912), marquès de Vivot.
- Bàrbara Sureda i Fortuny (1912-1972)

Montaner:
- Pere de Montaner i Cerdà (Des del 1973)